# Рораїмія
Рораї́мія (Roraimia adusta) — вид горобцеподібних птахів родини горнерових (Furnariidae). Мешкає на Гвіанському нагір'ї. Це єдиний представник монотипового роду Рораїмія (Roraimia).

## Опис
Довжина птаха становить 14-15 см, вага 14-20 г. Верхня частина тіла коричнева, шия світліша, над очима широкі світло-коричневі "брови". Тім'я буре, скроні чорні. Горло і щоки білі, нижня частина тіла пістрява. Стернові пера закінчуються шипами (виступами стрижнів).

## Підвиди
Виділяють чотири підвиди:

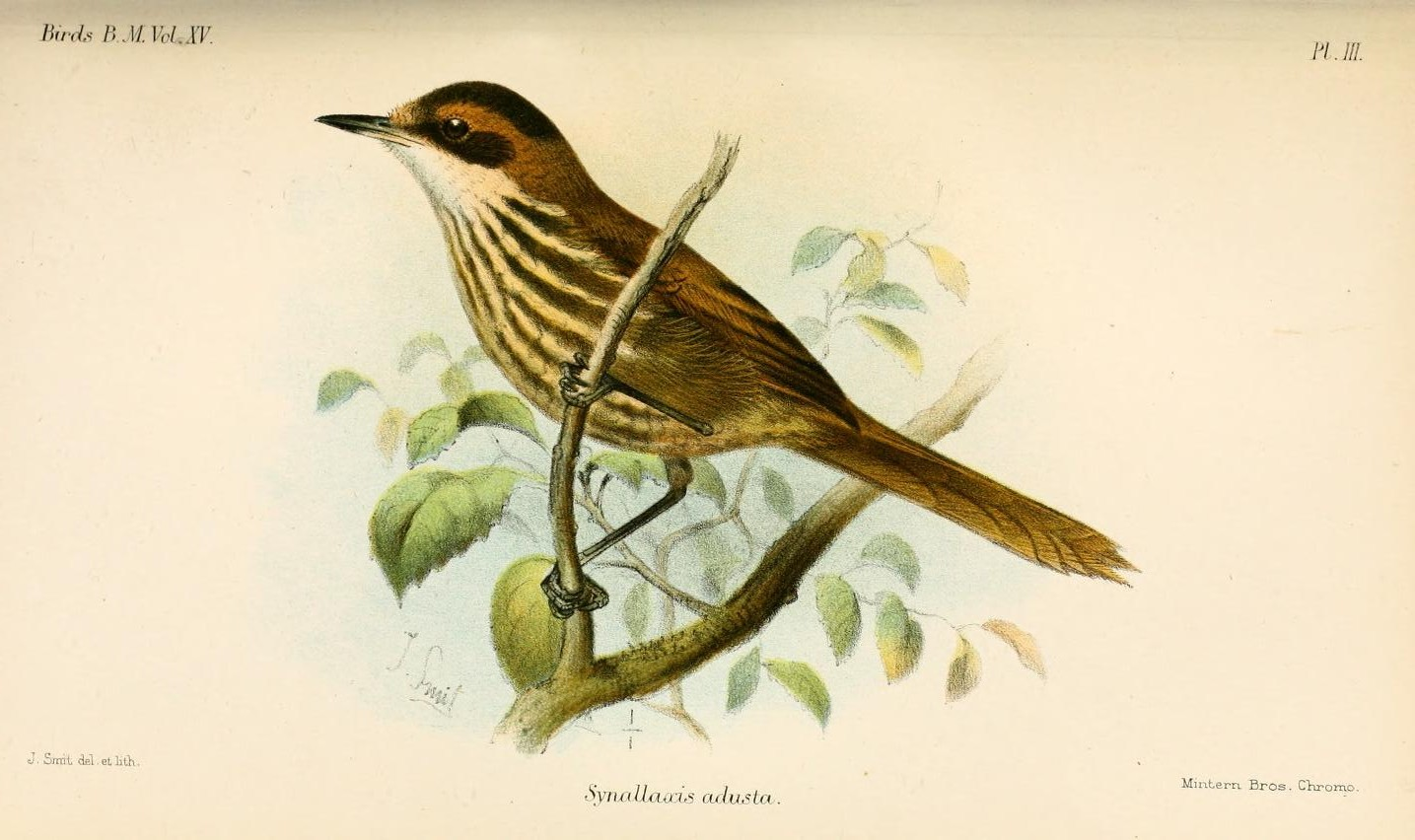
Рораїмія (малюнок Йозефа Сміта)

- R. a. obscurodorsalis Phelps & Phelps Jr, 1948 — Серро-Параке (крайній північний захід Амазонасу на південному сході Венесуели);
- R. a. mayri (Phelps Jr, 1977) — Серро-Хауа[es] (південний захід Болівару на південному сході Венесуели);
- R. a. duidae Chapman, 1939 — тепуї на півдні Венесуели (Серро-Дуїда[en], Серро-Уачамакарі[en], Серранія-Пару);
- R. a. adusta (Salvin & Godman, 1884) — тепуї на південному сході Венесуели і на півночі Бразилії (Рорайма і сусідні), а також на заході Гаяни.

## Поширення і екологія
Рораїмії мешкають в тепуях Венесуели, Бразилії і Гаяни, зокрема на горі Рорайма. Вони живуть у вологих гірських тропічних лісах. Зустрічаються поодинці або парами, на висоті від 1000 до 2500 м над рівнем моря. Іноді приєднуються до змішаних зграй птахів. Живляться безхребетними.